# Joanna Tymieniecka
Joanna Tymieniecka z d. Burhardt-Bukacka (ur. 1920 w Modlinie, zm. 17 stycznia 1994 w Londynie) – córka Stanisława Burhardta-Bukackiego i Jadwigi Beck, pasierbica Józefa Becka, żona Bohdana Tymienieckiego.

## Życiorys
Urodziła w 1920 roku w Modlinie jako córka z pierwszego małżeństwa Stanisława i Jadwigi Burhardt-Bukackich, które niedługo potem rozpadło się. Jadwiga zakochała się z wzajemnością w Józefie Becku .
18 września 1939 Józef i Jadwiga Beck wraz z Joanną opuścili Polskę pociągiem z Czerniowiec, którym jechały również inne ważne osobistości m.in.: prezydent RP Ignacy Mościcki i marszałek Edward Rydz-Śmigły; oraz inni ministrowie rządu. Józef Beck wraz z rodziną dotarł do Rumunii, gdzie został internowany. Tamże zmarł 5 czerwca 1944 roku na szybko postępującą gruźlicę .
Po śmierci ojczyma przeniosła się wraz z matką do Turcji. Skąd przedostały się do Egiptu. W Kairze poznała swojego przyszłego męża Bohdana Tymienieckiego. Pobrali się jeszcze trakcie wojny w kościele św. Andrzeja na Kwirynale we Włoszech. Przez pewien czas mieszkała z matką i mężem w Rzymie. W 1956 przeniosła się wraz z rodziną do Brukseli, gdyż Bohdan dostał tam cywilną posadę. Następnie zamieszkała z mężem w Londynie . Miała syna i córkę.
Pieszczotliwie była nazywana Bubą bądź Bubusią. Pseudonim wziął się od pierwszych dwóch liter jej dwuczłonowego nazwiska Burhardt-Bukacka.
Zmarła w Londynie , została pochowana w Warszawie .